# Tipula rogersi
Tipula rogersi är en tvåvingeart som beskrevs av Gelhaus 2005. Tipula rogersi ingår i släktet Tipula och familjen storharkrankar. Inga underarter finns listade i Catalogue of Life.